# Rimski amfiteater v Cagliariju
Rimski amfiteater v Cagliariju je starodavni rimski amfiteater v mestu Cagliari na jugu Sardinije v Italiji.

## Opis
Amfiteater je napol vkopan v skalo, preostali del pa je bil iz belega apnenca, južna fasada, ki je danes izginila, pa je morala presegati 20 metrov višine. Stavbne osi so merile približno 93 x 80, arene pa približno 46,20 x 31,00. Površina arene je bila 1124,27 kvadratnih metrov. Amfiteater je gostil boje med živalmi, med gladiatorji in med specializiranimi borci, ki so bili rekrutirani tudi izven Sardinije. Pred vzklikajočimi množicami in gledališkimi predstavami so se izvajale tudi smrtne kazni.
Sprejel je približno 8000 ali 10.000 gledalcev, skoraj 1/3 prebivalcev rimskega Caralesa. Nad areno je bil podij, rezerviran za ugledne ljudi. Svobodni državljani so zasedli svoja mesta glede na svoj položaj v media, summa cavea. Zadnje pokrite stopnice so bile namenjene ženskam in sužnjem.

## Zgodovina

### Rimska doba in naslednja stoletja
Zgrajen je bil med 1. in 2. stoletjem našega štetja, ko je bila Sardinija skupaj s Korziko stoletja podvržena rimski nadvladi (Sardinia et Corsica).
Po širjenju krščanstva na ozemljih Rimskega cesarstva so postajali gladiatorski boji vse bolj nepriljubljeni, tako da jih je leta 438 n. št. cesar Valentinijan III. z zakonom prepovedal.
Amfiteater je tako propadel in od zgodnjega srednjega veka dalje so ga različni osvajalci (Bizantinci, Pisanci, Aragonci itd.) uporabljali kot kamnolom, ko so potrebovali poceni material za gradnjo novih utrdb.

### Sodobna doba
V 19. stoletju je območje pridobila občina Cagliari, ki je zaupala arheološka izkopavanja kanoniku Giovanniju Spanu.
Takrat je bil amfiteater v celoti pokopan pod zemljo, prav tako hodniki v nižjih nadstropjih. Arheološka izkopavanja so prinesla na dan ne le novce in druge najdbe, temveč tudi veliko količino tankih marmornih plošč, ki so imele funkcijo pokrivanja arene.
V zgodnjih 2000-ih je bil amfiteater pokrit s konstrukcijo iz železa in lesa, ki je omogočila gostovanje predstav in koncertov v poletni sezoni. Te strukture so nato odstranile kasnejše občinske uprave, da bi amfiteatru obnovile prvotno funkcijo arheološkega najdišča.